# Wspólnota administracyjna Oberes Sprottental
Wspólnota administracyjna Oberes Sprottental (niem. Verwaltungsgemeinschaft Oberes Sprottental) – wspólnota administracyjna w Niemczech, w kraju związkowym Turyngia, w powiecie Altenburger Land. Siedziba wspólnoty znajduje się w miejscowości Nöbdenitz.
Wspólnota administracyjna zrzesza osiem gmin wiejskich: 
1. Heukewalde
2. Jonaswalde
3. Löbichau
4. Nöbdenitz
5. Posterstein
6. Thonhausen
7. Vollmershain
8. Wildenbörten